# Beth Chamberlin
Beth Chamberlin (Danville, 1º ottobre 1963) è un'attrice statunitense.
Famosa in Italia per l'interpretazione di Beth Raines nella celebre soap opera statunitense Sentieri, ruolo in cui subentrò all'attrice Judi Evans.
Ha poi lavorato in altri telefilm, come Colombo.
Nel 2002 ha pubblicato il libro Lorelei's Guiding Light, basato sulla storie di Sentieri (Lorelei era il nome assunto da Beth Raines nel periodo in cui aveva perso la memoria).

## Filmografia parziale

### Televisione
- Blue Bloods - serie TV, 2 episodi (2013-2024)
- House of Cards - Gli intrighi del potere (House of Cards) - serie TV, episodio 6x01 (2019)
- La Regina del Sud - soap opera, 26 episodi (2022-2023)

## Doppiatrici italiane
Nelle versioni in italiano delle opere in cui ha recitato, Beth Chamberlin è stata doppiata da:
- Monica Gravina in Blue Bloods (ep. 3x18)
- Alessandra Korompay in Blue Bloods (ep. 14x14)